# Pellionia
Pellionia é um género botânico pertencente à família Urticaceae.
1. ↑  «Pellionia — World Flora Online». www.worldfloraonline.org. Consultado em 19 de agosto de 2020